# Wirtschaftszahlen zum Automobil/Griechenland
Dies ist eine Unterseite des Artikels Wirtschaftszahlen zum Automobil. Sie enthält Wirtschaftszahlen Griechenlands.

## PKW-Modellreihen mit den meisten Neuzulassungen
Cabriolet- und Coupé-Versionen der Modellreihen wurden bis 2012 als eigenständige Modellreihen ausgewiesen. Deren Anzahl der Neuzulassungen ist gegebenenfalls nicht in der Anzahl der Neuzulassungen der aufgelisteten Modellreihen bis 2012 enthalten.
| Griechenland | Modellreihe    | Anzahl  |
| ------------ | -------------- | ------- |
| 1            | Hyundai Accent | 14.361  |
| 2            | Opel Astra     | 13.484  |
| 3            | Fiat Punto     | 11.490  |
| 4            | Citroën Saxo   | 11.395  |
| 5            | Hyundai Atos   | 11.265  |
| 6            | Peugeot 206    | 10.139  |
| 7            | Toyota Corolla | 9.651   |
| 8            | Toyota Yaris   | 9.539   |
| 9            | Seat Ibiza     | 7.830   |
| 10           | VW Golf        | 7.603   |
|              | Sonstige       | 183.273 |
|              | Gesamt         | 290.030 |

| Griechenland | Modellreihe    | Anzahl  |
| ------------ | -------------- | ------- |
| 1            | Opel Astra     | 13.050  |
| 2            | Hyundai Accent | 13.031  |
| 3            | Fiat Punto     | 11.672  |
| 4            | Hyundai Atos   | 9.556   |
| 5            | Citroën Saxo   | 9.454   |
| 6            | Opel Corsa     | 9.442   |
| 7            | VW Golf        | 9.326   |
| 8            | Peugeot 206    | 8.812   |
| 9            | Seat Ibiza     | 8.419   |
| 10           | Toyota Yaris   | 8.077   |
|              | Sonstige       | 179.340 |
|              | Gesamt         | 280.179 |

| Griechenland | Modellreihe    | Anzahl  |
| ------------ | -------------- | ------- |
| 1            | Fiat Punto     | 10.180  |
| 2            | Peugeot 307    | 9.561   |
| 3            | Toyota Corolla | 8.973   |
| 4            | Hyundai Accent | 8.762   |
| 5            | Ford Focus     | 8.355   |
| 6            | VW Golf        | 8.064   |
| 7            | Opel Astra     | 8.050   |
| 8            | Seat Ibiza     | 8.002   |
| 9            | Peugeot 206    | 7.794   |
| 10           | Toyota Yaris   | 7.476   |
|              | Sonstige       | 183.070 |
|              | Gesamt         | 268.287 |

| Griechenland | Modellreihe    | Anzahl  |
| ------------ | -------------- | ------- |
| 1            | Toyota Corolla | 9.791   |
| 2            | Fiat Punto     | 7.873   |
| 3            | VW Polo        | 7.492   |
| 4            | Hyundai Accent | 7.478   |
| 5            | Seat Ibiza     | 7.271   |
| 6            | Opel Corsa     | 7.215   |
| 7            | Hyundai Getz   | 7.001   |
| 8            | Peugeot 307    | 6.600   |
| 9            | Ford Focus     | 6.525   |
| 10           | Toyota Yaris   | 6.324   |
|              | Sonstige       | 183.430 |
|              | Gesamt         | 257.000 |

| Griechenland | Modellreihe    | Anzahl  |
| ------------ | -------------- | ------- |
| 1            | Toyota Corolla | 9.812   |
| 2            | Opel Corsa     | 9.595   |
| 3            | Opel Astra     | 8.615   |
| 4            | VW Golf        | 8.199   |
| 5            | Hyundai Getz   | 7.691   |
| 6            | Seat Ibiza     | 7.206   |
| 7            | Hyundai Accent | 6.973   |
| 8            | VW Polo        | 6.867   |
| 9            | Fiat Punto     | 6.611   |
| 10           | Toyota Yaris   | 6.370   |
|              | Sonstige       | 211.013 |
|              | Gesamt         | 288.952 |

| Griechenland | Modellreihe    | Anzahl  |
| ------------ | -------------- | ------- |
| 1            | Toyota Corolla | 9.281   |
| 2            | Opel Astra     | 9.213   |
| 3            | VW Golf        | 8.435   |
| 4            | Hyundai Getz   | 8.086   |
| 5            | Ford Focus     | 7.875   |
| 6            | Opel Corsa     | 7.246   |
| 7            | Hyundai Accent | 6.634   |
| 8            | Ford Fiesta    | 6.126   |
| 9            | Toyota Yaris   | 6.026   |
| 10           | Seat Ibiza     | 5.810   |
|              | Sonstige       | 194.151 |
|              | Gesamt         | 268.883 |

| Griechenland | Modellreihe    | Anzahl  |
| ------------ | -------------- | ------- |
| 1            | Ford Focus     | 9.444   |
| 2            | Toyota Corolla | 8.650   |
| 3            | VW Golf        | 8.529   |
| 4            | Opel Astra     | 7.480   |
| 5            | Hyundai Getz   | 7.024   |
| 6            | Toyota Yaris   | 6.678   |
| 7            | Škoda Octavia  | 6.438   |
| 8            | Opel Corsa     | 5.912   |
| 9            | Ford Fiesta    | 5.785   |
| 10           | VW Polo        | 5.391   |
|              | Sonstige       | 195.910 |
|              | Gesamt         | 267.241 |

| Griechenland | Modellreihe   | Anzahl  |
| ------------ | ------------- | ------- |
| 1            | Opel Corsa    | 9.687   |
| 2            | VW Golf       | 9.322   |
| 3            | Ford Focus    | 8.733   |
| 4            | Opel Astra    | 8.603   |
| 5            | Toyota Yaris  | 8.238   |
| 6            | Škoda Octavia | 6.183   |
| 7            | Suzuki Swift  | 6.156   |
| 8            | Toyota Auris  | 5.643   |
| 9            | Peugeot 207   | 5.584   |
| 10           | VW Polo       | 5.376   |
|              | Sonstige      | 206.029 |
|              | Gesamt        | 279.554 |

| Griechenland | Modellreihe   | Anzahl  |
| ------------ | ------------- | ------- |
| 1            | Toyota Yaris  | 7.983   |
| 2            | Opel Astra    | 7.858   |
| 3            | Toyota Auris  | 7.828   |
| 4            | Opel Corsa    | 7.746   |
| 5            | VW Golf       | 7.272   |
| 6            | Ford Focus    | 7.060   |
| 7            | Hyundai i10   | 5.881   |
| 8            | Škoda Octavia | 5.136   |
| 9            | Suzuki Swift  | 5.038   |
| 10           | Fiat Panda    | 4.838   |
|              | Sonstige      | 200.421 |
|              | Gesamt        | 267.061 |

| Griechenland | Modellreihe    | Anzahl  |
| ------------ | -------------- | ------- |
| 1            | Ford Fiesta    | 7.534   |
| 2            | Nissan Qashqai | 6.761   |
| 3            | VW Golf        | 6.699   |
| 4            | Opel Corsa     | 6.117   |
| 5            | Toyota Auris   | 5.947   |
| 6            | Toyota Yaris   | 5.846   |
| 7            | Opel Insignia  | 5.080   |
| 8            | Škoda Octavia  | 4.936   |
| 9            | Opel Astra     | 4.217   |
| 10           | Kia cee’d      | 3.723   |
|              | Sonstige       | 163.552 |
|              | Gesamt         | 220.412 |

| Griechenland | Modellreihe   | Anzahl  |
| ------------ | ------------- | ------- |
| 1            | Toyota Yaris  | 5.776   |
| 2            | Ford Fiesta   | 5.685   |
| 3            | Opel Corsa    | 5.405   |
| 4            | VW Polo       | 5.037   |
| 5            | Opel Astra    | 4.227   |
| 6            | Fiat Panda    | 4.217   |
| 7            | Toyota Auris  | 4.010   |
| 8            | Hyundai i10   | 3.636   |
| 9            | VW Golf       | 3.575   |
| 10           | Škoda Octavia | 3.574   |
|              | Sonstige      | 96.275  |
|              | Gesamt        | 141.417 |

| Griechenland | Modellreihe  | Anzahl |
| ------------ | ------------ | ------ |
| 1            | Opel Corsa   | 6.021  |
| 2            | Toyota Yaris | 4.698  |
| 3            | VW Polo      | 3.986  |
| 4            | Ford Fiesta  | 3.631  |
| 5            | Opel Astra   | 3.499  |
| 6            | Toyota Auris | 3.087  |
| 7            | Fiat Panda   | 2.741  |
| 8            | Nissan Micra | 2.657  |
| 9            | Toyota Aygo  | 2.314  |
| 10           | VW Golf      | 2.299  |
|              | Sonstige     | 62.736 |
|              | Gesamt       | 97.669 |

| Griechenland | Modellreihe   | Anzahl |
| ------------ | ------------- | ------ |
| 1            | Opel Corsa    | 3.957  |
| 2            | Toyota Yaris  | 3.390  |
| 3            | Citroën C3    | 2.490  |
| 4            | VW Polo       | 2.352  |
| 5            | Opel Astra    | 2.207  |
| 6            | Ford Fiesta   | 1.774  |
| 7            | Nissan Micra  | 1.269  |
| 8            | Hyundai i20   | 1.179  |
| 9            | Škoda Octavia | 1.157  |
| 10           | Fiat Panda    | 1.104  |
|              | Sonstige      | 37.597 |
|              | Gesamt        | 58.476 |

| Griechenland | Modellreihe    | Anzahl |
| ------------ | -------------- | ------ |
| 1            | Toyota Yaris   | 3.823  |
| 2            | Opel Corsa     | 3.271  |
| 3            | VW Polo        | 2.353  |
| 4            | Hyundai i20    | 2.182  |
| 5            | VW Golf        | 2.165  |
| 6            | Ford Fiesta    | 1.717  |
| 7            | Citroën C3     | 1.683  |
| 8            | Nissan Micra   | 1.533  |
| 9            | Opel Astra     | 1.396  |
| 10           | Fiat Panda III | 1.366  |
|              | Sonstige       | 37.145 |
|              | Gesamt         | 58.634 |

| Griechenland | Modellreihe    | Anzahl |
| ------------ | -------------- | ------ |
| 1            | Toyota Yaris   | 4.164  |
| 2            | Opel Corsa     | 4.028  |
| 3            | VW Polo        | 3.000  |
| 4            | Hyundai i20    | 2.781  |
| 5            | Ford Fiesta    | 2.474  |
| 6            | Nissan Qashqai | 2.085  |
| 7            | Nissan Micra   | 2.083  |
| 8            | VW Golf        | 1.955  |
| 9            | Fiat Panda     | 1.898  |
| 10           | Renault Clio   | 1.861  |
|              | Sonstige       | 44.865 |
|              | Gesamt         | 71.194 |

| Griechenland | Modellreihe    | Anzahl |
| ------------ | -------------- | ------ |
| 1            | Toyota Yaris   | 5.017  |
| 2            | Opel Corsa     | 3.492  |
| 3            | VW Polo        | 3.168  |
| 4            | Peugeot 208    | 2.563  |
| 5            | Nissan Qashqai | 2.553  |
| 6            | Renault Clio   | 2.011  |
| 7            | Nissan Micra   | 1.946  |
| 8            | VW Golf        | 1.932  |
| 9            | Citroen C3     | 1.909  |
| 10           | Fiat Panda     | 1.781  |
|              | Gesamt         | 75.789 |